# Нікітін Володимир Андрійович
Володимир Андрійович Нікітін (18 квітня 1956, Чернівці — пом. 22 серпня 1996, Чернівці) — радянський футболіст, що грав на позиції воротаря. Відомий за виступами в клубі «Буковина» в другій лізі радянського футболу, де є рекордсменом серед воротарів за кількістю проведених матчів — 335 матчів, грав також за донецький «Шахтар» у вищій лізі СРСР та в команді міста Луцька за час її підпорядкування армійським структурам.

## Біографія
Володимир Нікітін народився в Чернівцях, та розпочав займатися футболом у місцевій ДЮСШ, де його першим тренером був відомий у минулому футболіст Михайло Мельник. Розпочав виступи в командах майстрів Нікітін у команді зі свого рідного міста «Буковина». У першому сезоні він зіграв лише 4 матчі в радянській другій лізі, і в кінці року його призвали до лав Радянської Армії. Армійську службу молодий воротар проходив у клубі СК «Луцьк», який на той час мав армійське підпорядкування. У цій команді Нікітін не був основним воротарем, і після закінчення служби він повертається до «Буковини». Спочатку він був дублером основного воротаря Олександра Проніна, а з 1978 року став основним воротарем команди. У 1980 Володимир Нікітін у складі «Буковини» став срібним призером чемпіонату УРСР з футболу, який проводився у рамках зонального турніру серед українських команд другої ліги СРСР. У 1982 році Нікітін отримав запрошення до команди вищої ліги «Шахтар» з Донецька, зіграв у вищій лізі 6 матчів. Насупного року повернувся до «Буковини», яка саме в рік відсутності Нікітіна стала чемпіоном УРСР, проте не завжди міг показувати свій звичний рівень гри через низку травм. У складі чернівецького клубу Володимир Нікітін виступав до 1987 року, зігравши у його складі загалом 335 матчів, що є найкращим показником серед воротарів команди. У 1991 року, після деякої перерви у виступах за команду майстрів, Володимир Нікітін зіграв 2 матчі за казахстанський клуб другої ліги чемпіонату СРСР «Булат» із Темиртау, після чого у професійних клубах не виступав.
Помер Володимир Нікітін 22 серпня 1996 року в Чернівцях.

## Досягнення
- Срібний призер Чемпіонату УРСР (1) : 1980